# Michelle Ryan
Michelle Claire Ryan (Enfield, London, Engleska, 22. travnja 1984.) engleska je glumica.

## Rani život i karijera
Michelle Ryan sklonost prema glumi iskazala je još u osnovnoj školi, a s deset godina pridružila se lokalnoj kazališnoj zajednici te imala uloge u različitim predstavama. Pet godina poslije oduševila je producente te vrlo brzo postala članica britanske sapunice „EastEnders“. Prvi put u toj seriji pojavila se 2000. godine, a 2005. izjavila je kako napušta snimanje jer se želi fokusirati na kazališnu i filmsku karijeru. Tijekom ljeta iste godine Michelle je angažirana u predstavi „Who's The Daddy“ kazališta „King's Head“. U veljači 2006. imala je malu ulogu u TV seriji „Marple“, a iste godine pojavila se i u nezavisnom indijskom filmu „Cashback“. 

Početkom 2007. godine Michelle Ryan utjelovila je lik Marije Bertram u filmu „Masfield Park“, novoj adaptaciji istoimenog romana, u kojem je glumila zajedno s dvije godine starijom kolegicom Billie Piper. Nedugo nakon toga ponuđena joj je uloga Lile u filmu „I Want Candy“. U veljači 2007. objavljeno je da će Michelle igrati glavnu ulogu, Jaime Sommers, u novoj znanstveno-fantastičnoj dramskoj seriji „Bionic Woman“, koja se u programu NBC-a našla u rujnu iste godine. Budući da je Britanka, Michelle je za potrebe te serije morala poraditi na svom naglasku kako bi bio što sličniji američkom. Također je uzimala i satove plesa, aerobika i anaerobika, da bi bila u što boljoj formi za potrebe serije.

## Vanjske poveznice
- Michelle Ryan u internetskoj bazi filmova IMDb-u (engl.)